# 督军 (拜占庭)

1025年的东罗马帝国行政体制地图，东部数个区域设置有公爵（Doux）或督军（Katepano）管理；意大利南部设置意大利督军区，而保加利亚、塞尔维亚和帕里斯特隆通常也由设置的督军（Katepano）统治

督军（katepánō，意为“位于顶端的”或“最顶端的”）是東羅馬帝國的一种高级行政和军事职务，其管理的地区则被称为督军区。这个词被拉丁化为“capetanus / catepan”，其含义基本与晚期拉丁语的“capitaneus”（源自早期拉丁语“caput”，意为首领）融合。这一混合词后来演变为英语中的captain及其在其他语言中Capitan、Kapitan、Kapitän、El Capitán、Il Capitano、Kapudan Pasha等词。

## 历史
“督军”这一职位最早出现于9世纪，当时这一词以“首位的”的一般意义上被用于两个官位：皇家人（basilikoi anthrōpoi）的首领，他们是一些较低级的法庭人员；以及驻小亚细亚南部的基比拉奥特军区的東羅馬海軍的马代特人海军支队的首领。到了10世纪60年代，东罗马帝国收复东部的失地时，这一头衔有了更明确的含义。 
被征服的边疆地区被分成较小的军区，并由几个小军区组成一个较大的地区，以公爵（Doux）或督军（katepánō）为长官。这些督军区或是公爵领，最初有四个： 
- 安条克督军区，包括收复的叙利亚西北沿海地区。

- 美索不达米亚督军区，包括幼发拉底河以西的一些地区。

- 卡尔迪亚（Chaldia）督军区，包括黑海南岸，伊比利亚以东的一些地区。[4]

- 瓦斯普拉坎督军区，包括凡湖附近的一些地区。

巴西尔二世皇帝（976-1025年）统治期间，帝国东部领土进一步扩大，伊比利亚督军区于1022年设立。 
在帝国西部，最著名的是意大利督军区，《拜占庭百官志》在约971-975年，记录了其名称。在圆满结束东罗马－保加利亚战争，灭亡保加利亚第一帝国后，一个督军区在保加利亚设立。在塞尔维亚也设立了一个督军区，被称为拉斯督军区。
随着11世纪遭受的灾难性的领土损失，督军区作为一个大的军事地区的意义已消失，但仍得到保留：在科穆宁王朝和巴列奥略王朝时期，督军区（katepanikion）是一种低级别的行政区划，在亚洲和欧洲部分都有设置，特拉比松帝国也有这一设置。
这些后期的督军区是从前军区的一小部分，由一座城堡（希腊语：κάστρο）及其周围地区组成。在巴列奥略王朝时代，督军区由一个首领（希腊语：κεφαλή）统治，在其范围内拥有最高的民事和军事权力。像许多其他拜占庭机构一样，督军区作为行政区划也被保加利亚第二帝国采用。

## 资料来源
- Bartusis, Mark C. . Philadelphia, Pennsylvania: University of Pennsylvania Press. 1997  [2020-07-09]. ISBN 0-8122-1620-2. （原始内容存档于2019-06-05）.
- Haldon, John. . London: UCL Press. 1999  [2020-07-09]. ISBN 1-85728-495-X. （原始内容存档于2020-06-25）.
- Holmes, Catherine. . Oxford: Oxford University Press. 2005  [2020-07-09]. ISBN 978-0-19-927968-5. （原始内容存档于2019-12-24）.
- 亚历山大·卡日丹 (编). . 牛津: 牛津大学出版社. 1991. ISBN 0-19-504652-8.
- Krsmanović, Bojana. . Belgrade: Institute for Byzantine Studies. 2008  [2020-07-09]. （原始内容存档于2020-06-14）.
- Ostrogorsky, George. . Oxford: Basil Blackwell. 1956  [2020-07-09]. （原始内容存档于2020-07-25）.
- Runciman, Steven. . Cambridge University Press. 1988 [1929]  [2020-07-09]. （原始内容存档于2020-01-26）.

## 延伸阅读
- Glykatzi-Ahrweiler, Hélène. . Bulletin de correspondance hellénique. 1960, 84 (1): 1–111. doi:10.3406/bch.1960.1551 （法语）.